# Scheunen an der Twachte

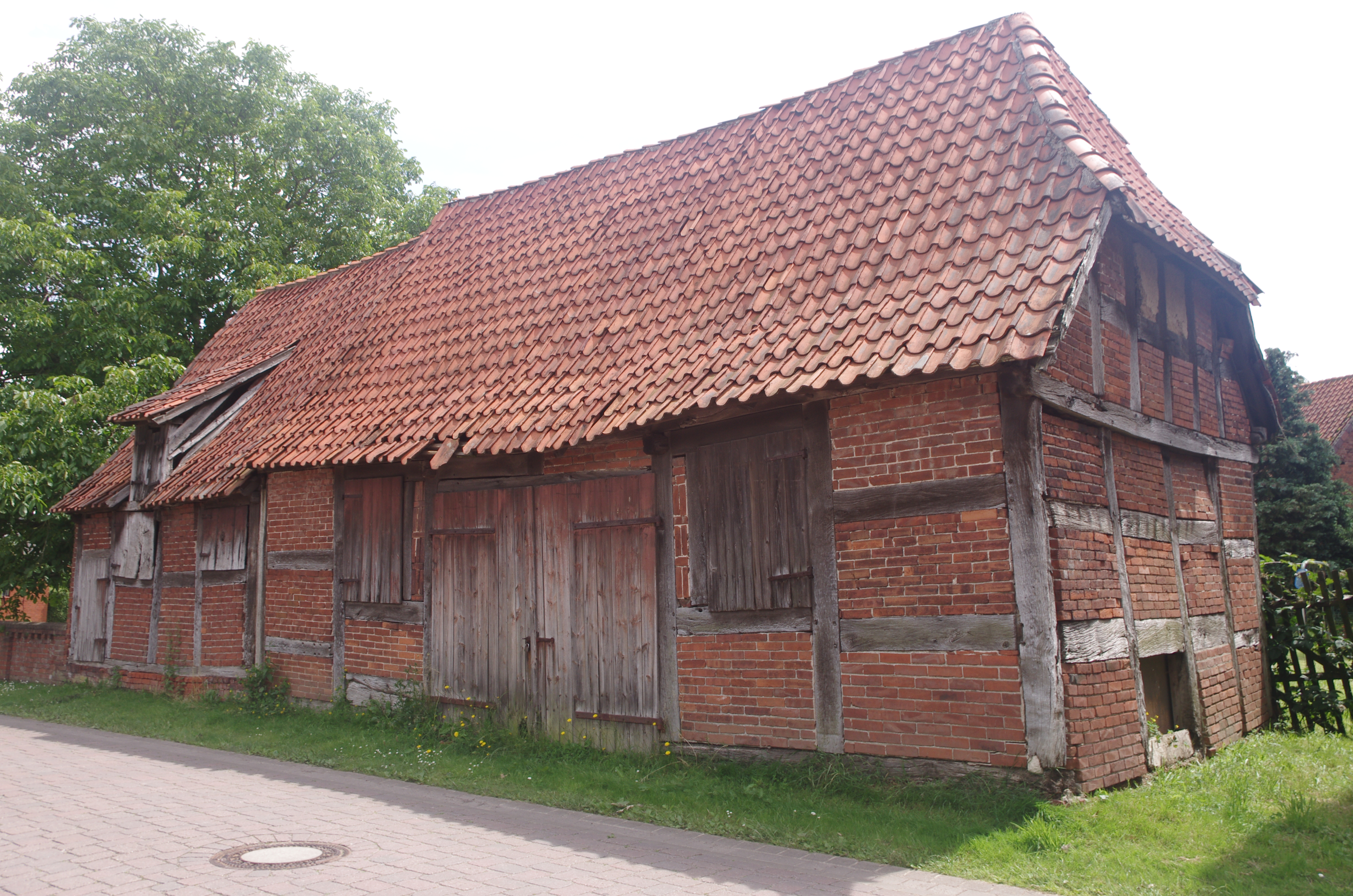
Scheune Twachte 5

Die Scheunen an der Twachte 1, 5 und 16 in Schweringen in der niedersächsischen Samtgemeinde Grafschaft Hoya stammen vom 19. Jahrhundert.
Die Gebäude stehen unter Denkmalschutz (siehe auch Liste der Baudenkmale in Schweringen).

## Beschreibung
An der Straße Twachte stehen noch folgende vier eingeschossige Scheunen:
- Nr. 1: Vom frühen 19. Jahrhundert: Langgestrecktes traufständiges Fachwerkhaus mit Steinausfachungen, früher Lehmstakungen, mit  Quereinfahrt und Satteldach[1],
- Nr. 5: Vom frühen 19. Jahrhundert: Langgestrecktes traufständiges Ziegelfachwerkhaus, früher mit Lehmstakungen, mit Quereinfahrt und Satteldach[2],
- Nr. 5: Vom frühen 19. Jahrhundert:  Ziegelfachwerkhaus, teilweise mit Lehmstakung und mit Satteldach,
- Nr. 16: Vom Anfang des 19. Jahrhunderts:  Traufständiges Ziegelfachwerkhaus, teilweise mit Lehmstakungen und mit Satteldach, die spätesten Teile stammen von 1872
- Nr. 12 und 14: Beide Scheunen vom frühen 19. Jahrhundert wurden abgerissen.

Weitere denkmalgeschützte Scheunen im Ort stehen an der Fehrmannstraße 1, Kapellenweg 1, Kirchstraße 9, Klitzenburg 1, Zur alten Eiche 1 und auf der Hofanlage Dorfstraße 9.